# 베레스

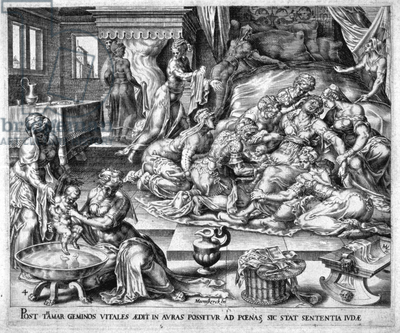

베레스(Pharez/Perets, 히브리어: פֶּרֶץ / פָּרֶץ , 현대 Pereṣ / Pareṣ Tiberian Péreṣ / Pāreṣ)는 창세기에 따르면 타마르와 유다의 아들이자 제라의 쌍둥이였다. 이 쌍둥이는 다말이 창녀로 위장하여 시아버지 유다를 속여 그녀와 성관계를 갖도록 한 후에 잉태되었다. 그 이름은 "Perez"(NIV, ESV, NKJV)와 "Pharez"(KJV)로 영어로 음역된다. 베레스는 히브리어로 "파열하다 또는 터지다"를 의미하며 창세기 38:29에 기록된 그의 출생 이야기를 따서 명명되었다. 에티오피아 전통에 따르면 베레스는 페르시아의 왕이 되었다.

## 성경 기록
창세기 38장
27   해산할 때에 보니 쌍태라
28   해산할 때에 손이 나오는지라 산파가 이르되 이는 먼저 나온 자라 하고 홍색 실을 가져다가 그 손에 매었더니
29   그 손을 도로 들이며 그의 아우가 나오는지라 산파가 이르되 네가 어찌하여 터뜨리고 나오느냐 하였으므로 그 이름을 베레스라 불렀고
30   그의 형 곧 손에 홍색 실 있는 자가 뒤에 나오니 그의 이름을 세라라 불렀더라